# بيث كامبل
بيث كامبل (بالإنجليزية: Beth Campbell)‏ هي فنانة أمريكية، ولدت في 1971.